# Генчо Кънев (партизанин)
 Тази статия е за партизанина.  За самобитния архитект вижте Генчо Кънев.  
Генчо Кънев Иванов (Циклопа)  е деец на БРП (к) и партизанин.

## Биография
Генчо Кънев е роден на 17 ноември 1904 г. в село Джамбазито, дн. Калояновец, Старозагорско. Член на БКМС от 1922 г. и на БРП (к) от 1926 г. Секретар на партийната група в родното си село. Интерниран в Свети Врач (1933). Два пъти е нелегален и получава две присъди по ЗЗД.
Участва в Съпротивителното движение по време на Втората световна война. Партизанин в Партизански отряд „Христо Ботев“. Загива в бой край село Бенковски на 3 юни 1943 г.
В родното му село има негов паметник, разрушен през 1992 г. и възстановен през 2013 г. с лични пари на сина му Кънчо Генчев Кънев.